# Nancy Dunkle
Nancy Lynn Dunkle, född den 10 januari 1955 i Bainbridge, Maryland, USA, är en amerikansk basketspelare som tog tog OS-silver 1976 i Montréal. Detta var första gången damerna fick delta i baskettävlingarna vid olympiska sommarspelen, och således USA:s första OS-medalj i dambasket. Dunkle spelade bland annat för Fullerton Titans.